# Aquapalace Praha
Aquapalace Praha je největší aquapark v Česku a střední Evropě. Sportovně-relaxační komplex se nachází v Čestlicích, asi 100 metrů jižně od hranice Prahy a leží v blízkosti průhonického exitu 6 dálnice D1. Otevřen byl v roce 2008. Provozovatelem je akciová společnost Gmf Aquapark Prague ze skupiny SPGroup českého podnikatele a politika za APB Pavla Sehnala.
Součástí resortu jsou vodní svět o rozloze 9 150 m², saunový svět o rozloze 1 750 m², centrum Spa, centrum fyzioterapie a léčebné rehabilitace, fitness a hotel. V roce 2014 prošel areál menšími stavebními úpravami (například změna schodiště na divokou řeku), které byly způsobeny přidáním nových tobogánů.

## Části

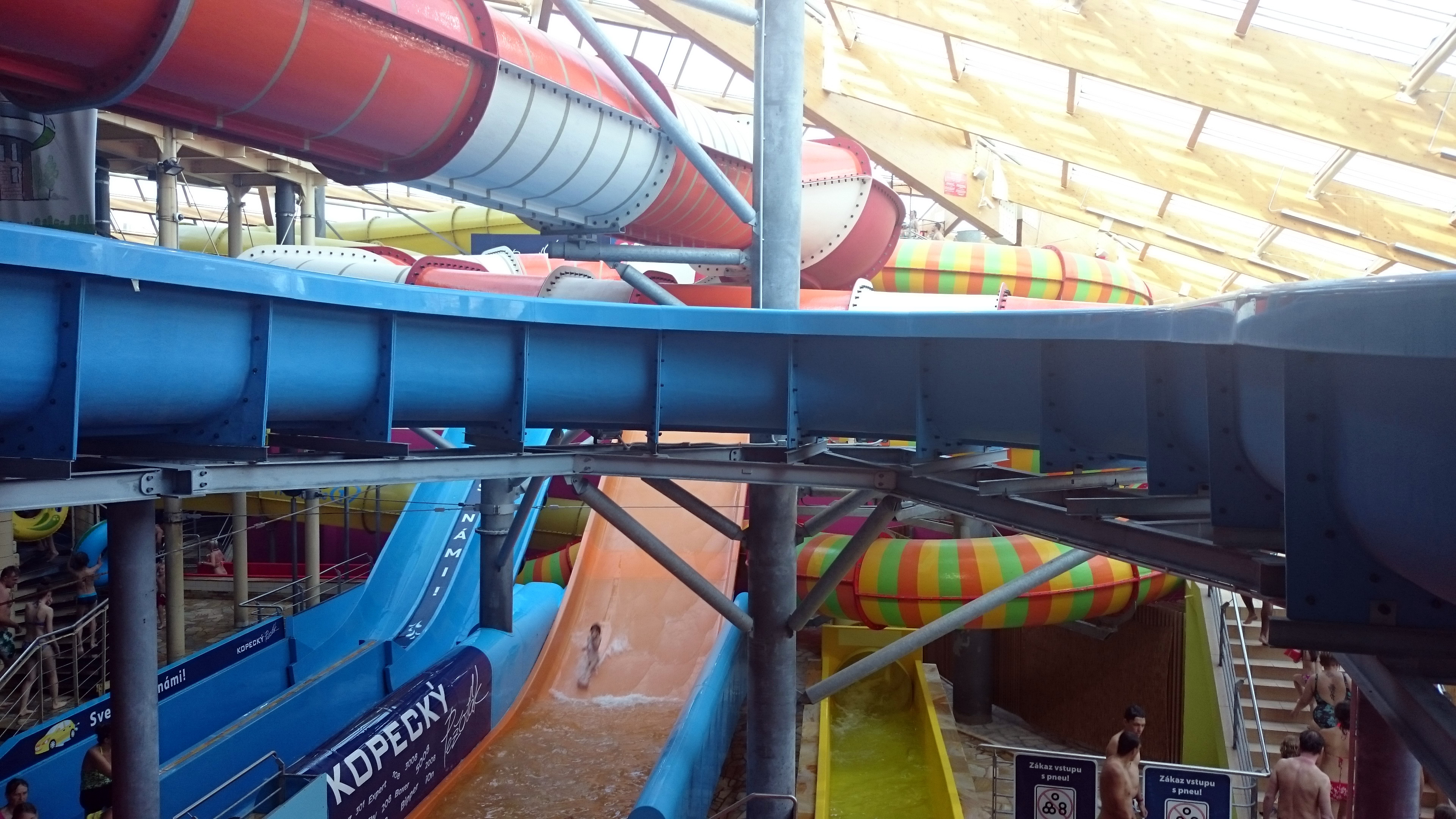
Palác dobrodružství v Aquapalace Praha

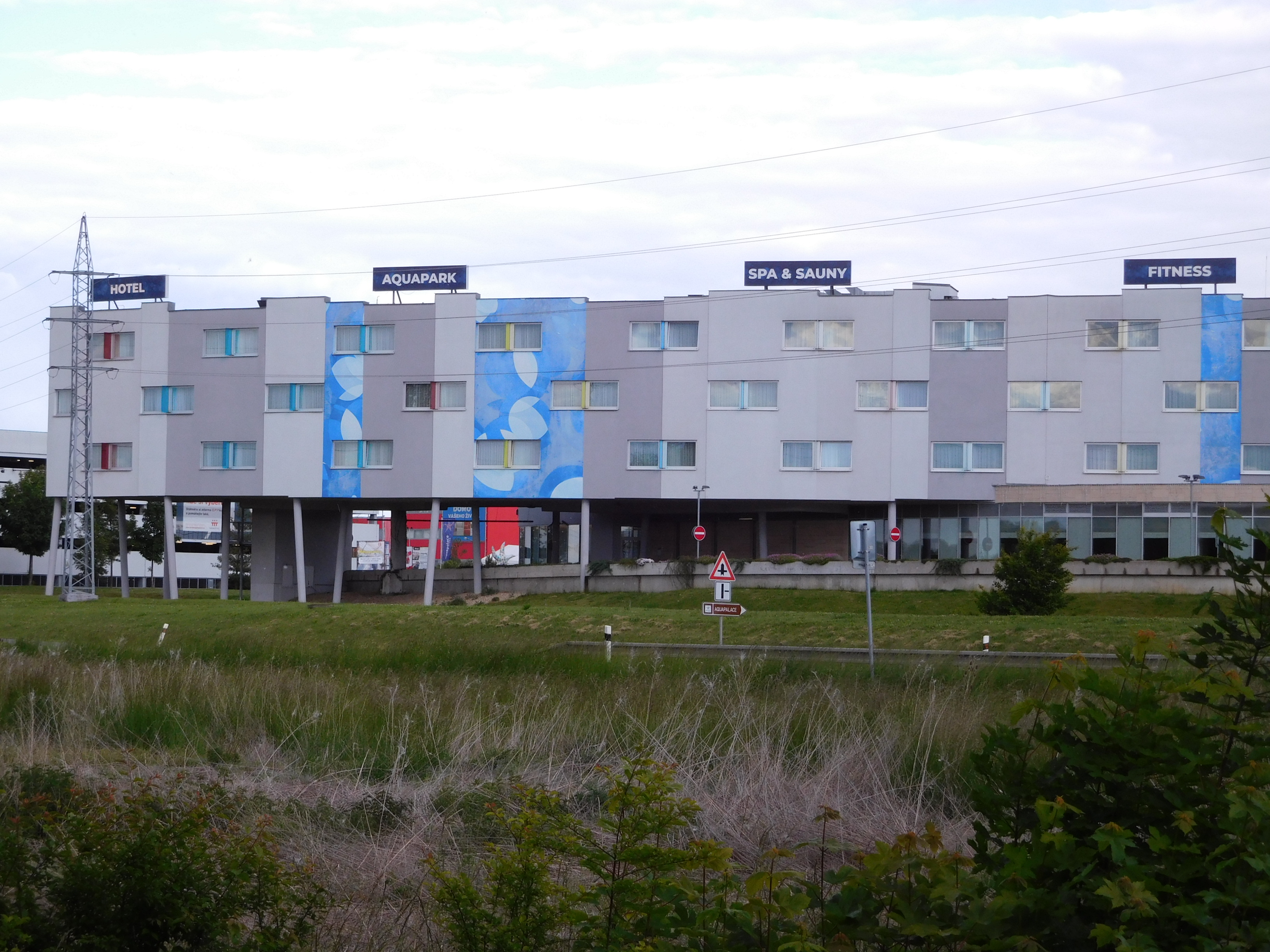
Pohled na hotel Aquapalace

### Vodní svět
Vodní svět se rozkládá na ploše 9 150 m², je tvořen třemi částmi – Palácem pokladů, Palácem dobrodružství a Palácem relaxu – a venkovní zónou.
Vybavení vodního světa zahrnuje 12 tobogánů a 9 skluzavek, z toho nejdelší tobogán v ČR (250 m), bazén s umělým vlnobitím a venkovní divokou řeku. Celý vodní svět prochází 450 metrů dlouhá umělá řeka. Nachází se zde také potápěčská jáma s hloubkou 8 metrů. Pro děti jsou k dispozici dětská vodní hřiště se skluzavkami, brouzdaliště, dětský bazén s vrakem pirátské lodi a dětský koutek.
Součástí Aquapalace Praha je laser show promítaná v Paláci pokladů, letecký simulátor nebo elektrolodičky, v létě nafukovací skákací hrad. Jako první v České republice nabídl Aquapalace v roce 2019 virtuální realitu na tobogánu.
| Název                   | Reklama/ Sponzor      | Barva        | 2. barva | 3. barva     |
| ----------------------- | --------------------- | ------------ | -------- | ------------ |
| Twister                 | Algida                | červená      | zelená   | žlutá        |
| Yellow tube             | Rádio Blaník          | žlutá        |          |              |
| Rodinný tobogán         | Slavia pojišťovna     | červená      | zlatá    |              |
| Kamikadze               | Palmolive             | modrá        |          |              |
| Canyon a Divoká řeka    | Monster drink         | světle modrá | stříbrná |              |
| Crazy tube              | ČEZ                   | červená      | bílá     | světle modrá |
| Magic tube              | aktuálně bez sponzora | bílá         | černá    |              |
| Space bowl ("trychtýř") | CornyBig              | modrá        | žlutá    |              |
| Speed blue slides       | Gravitrax             | světle modrá |          |              |
| Wide orange slide       | Gravitrax             | oranžová     |          |              |

### Saunový svět
Saunový svět je rozdělený na tři části – klasické finské sauny, římské lázně a venkovní část. Součástí jsou také Kneippovy lázně, ochlazovací bazének, vířivky nebo různé sprchy.

### Fitness
Fitness centrum má dvě podlaží a je součástí budovy, ve které se nachází vodní a saunový svět. 

### Hotel
Aquapalace Praha provozuje čtyřhvězdičkový hotel s 232 pokoji, který je propojený s aquaparkem. Součástí hotelu je také konferenční centrum pro 650 osob.

### Spa a Wellness
Aquapalace Praha spravuje také oddělení masáží a privátních prostor s vířivkou a saunou. Na masáž či pronájem privátních prostor je nutno se předem objednat telefonicky či skrze emailovou adresu. O víkendech je nutno počítat s vyšším vytížením, v pracovní dny dopoledne je návštěvnost mnohem nižší. Vstup do SPA se nachází nad hlavními pokladnami nebo je dostupný ze Saunového světa. 

## Dopravní spojení
Kolem aquaparku jezdí příměstské linky Pražské integrované dopravy (na dopravní větvi v Pražské ulici leží nejblíže zastávka „Čestlice, aquapark (linka 385)“ a v Obchodní ulici „Čestlice, V Oblouku (linky 328, 357, 363, 402“). Od pražské stanice metra Opatov jezdila k aquaparku zvláštní autobusová linka, Aquabus, která byla v provozu do konce června 2022. Součástí aquaparku jsou dva parkovací domy a stání vyhrazené pro autobusy.

## Galerie

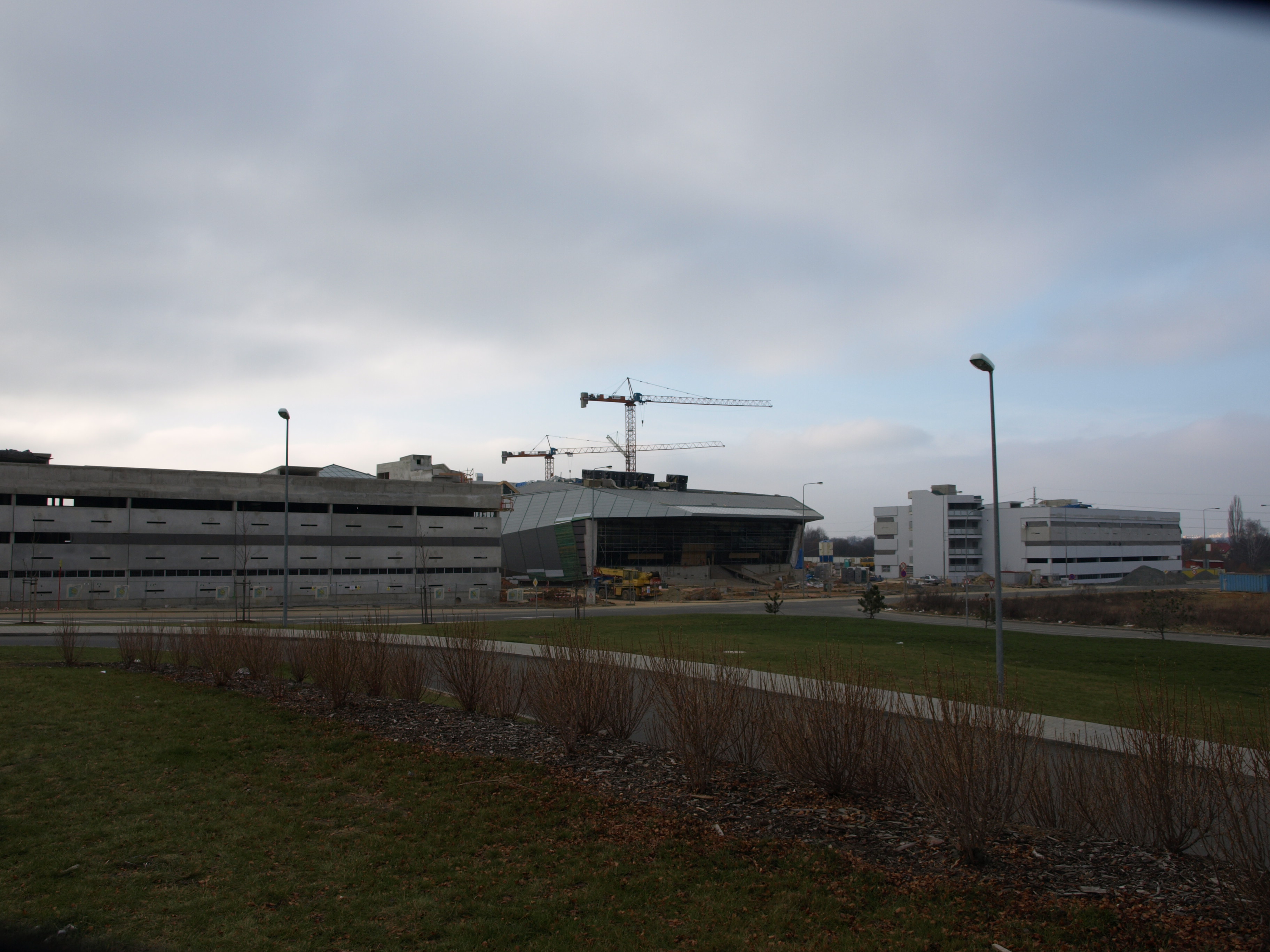
Stavba aquaparku (2007)
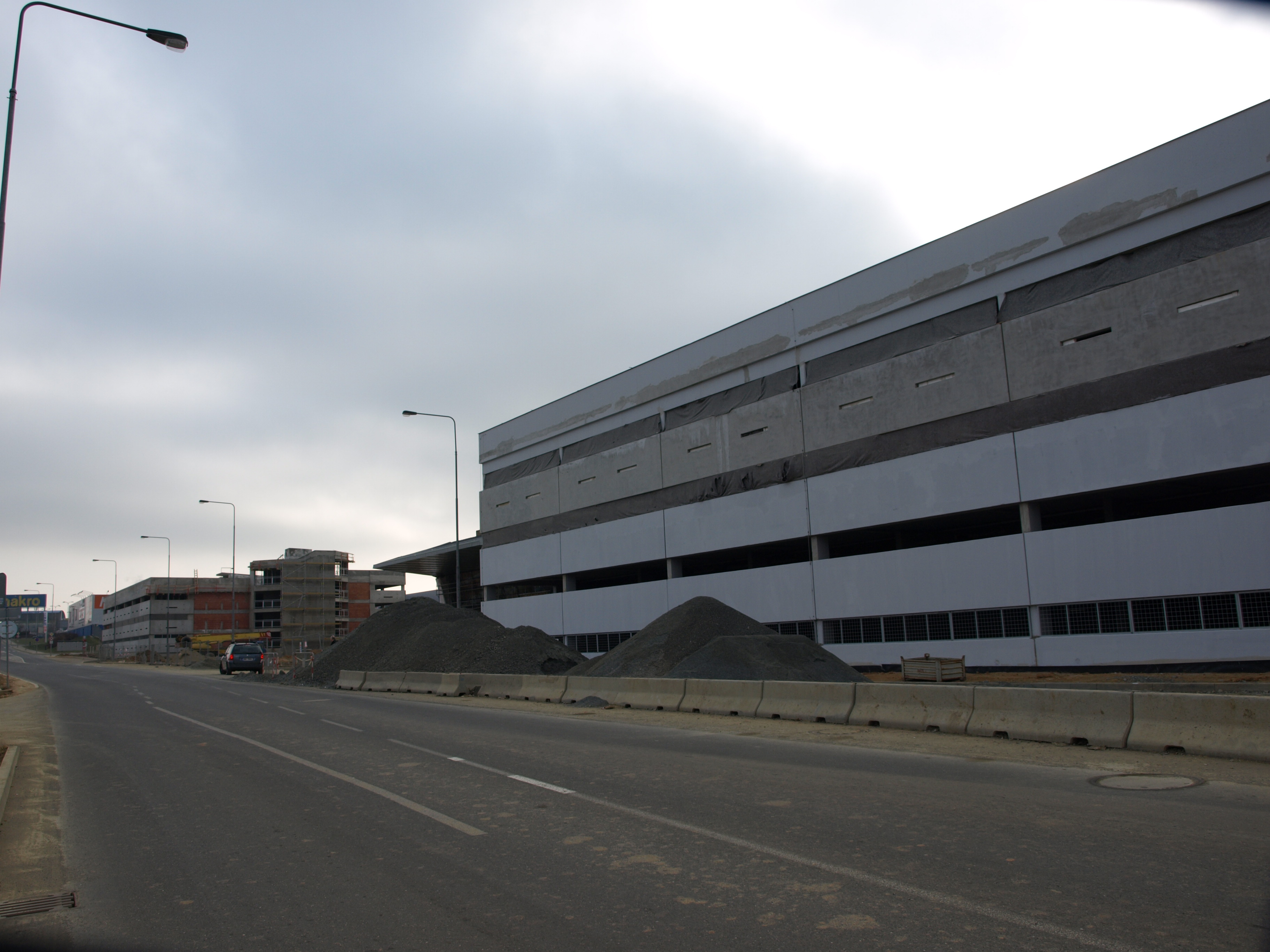
Stavba parkovacího domu u aquapalace (2007)
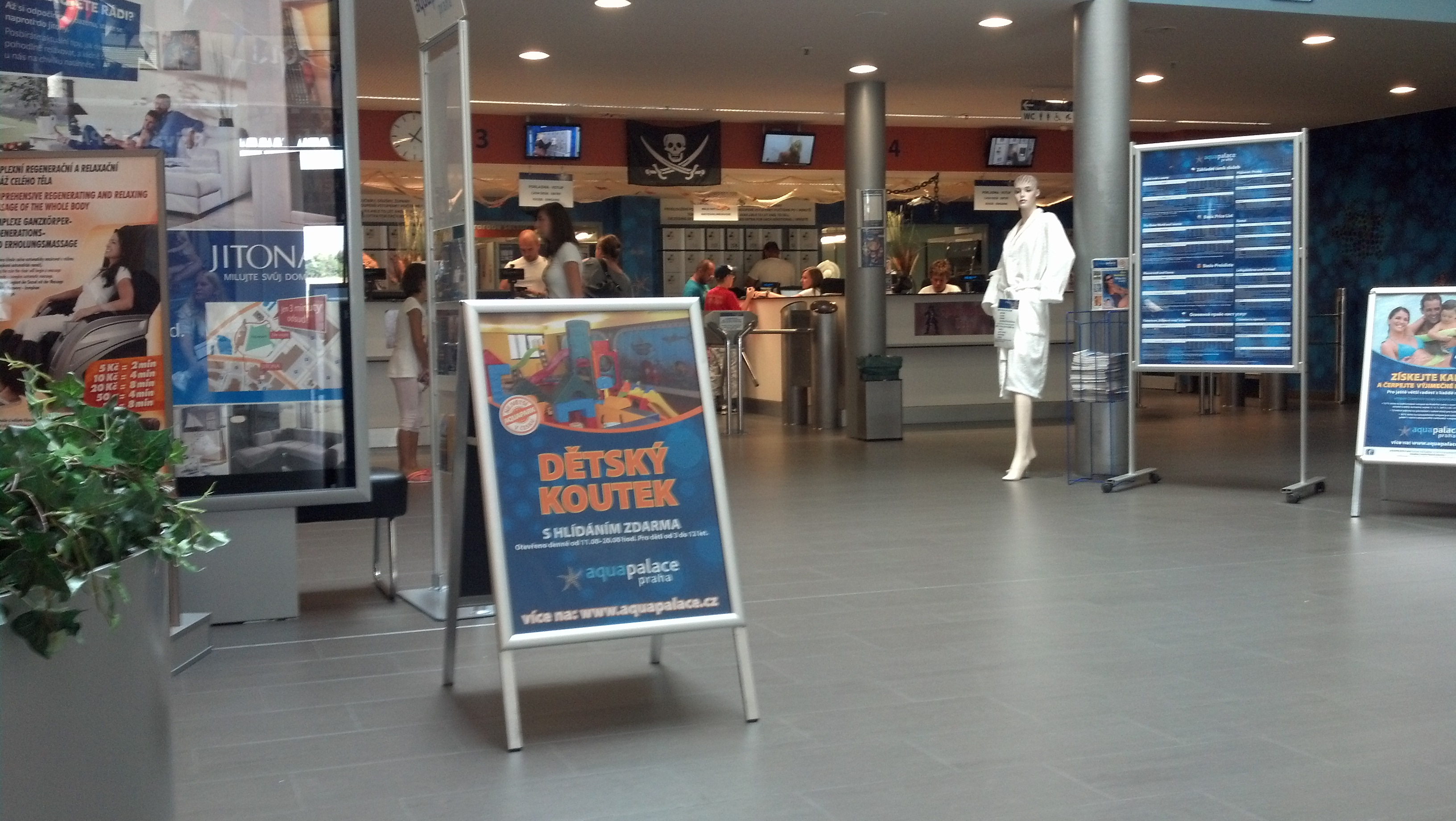
Vstupní hala
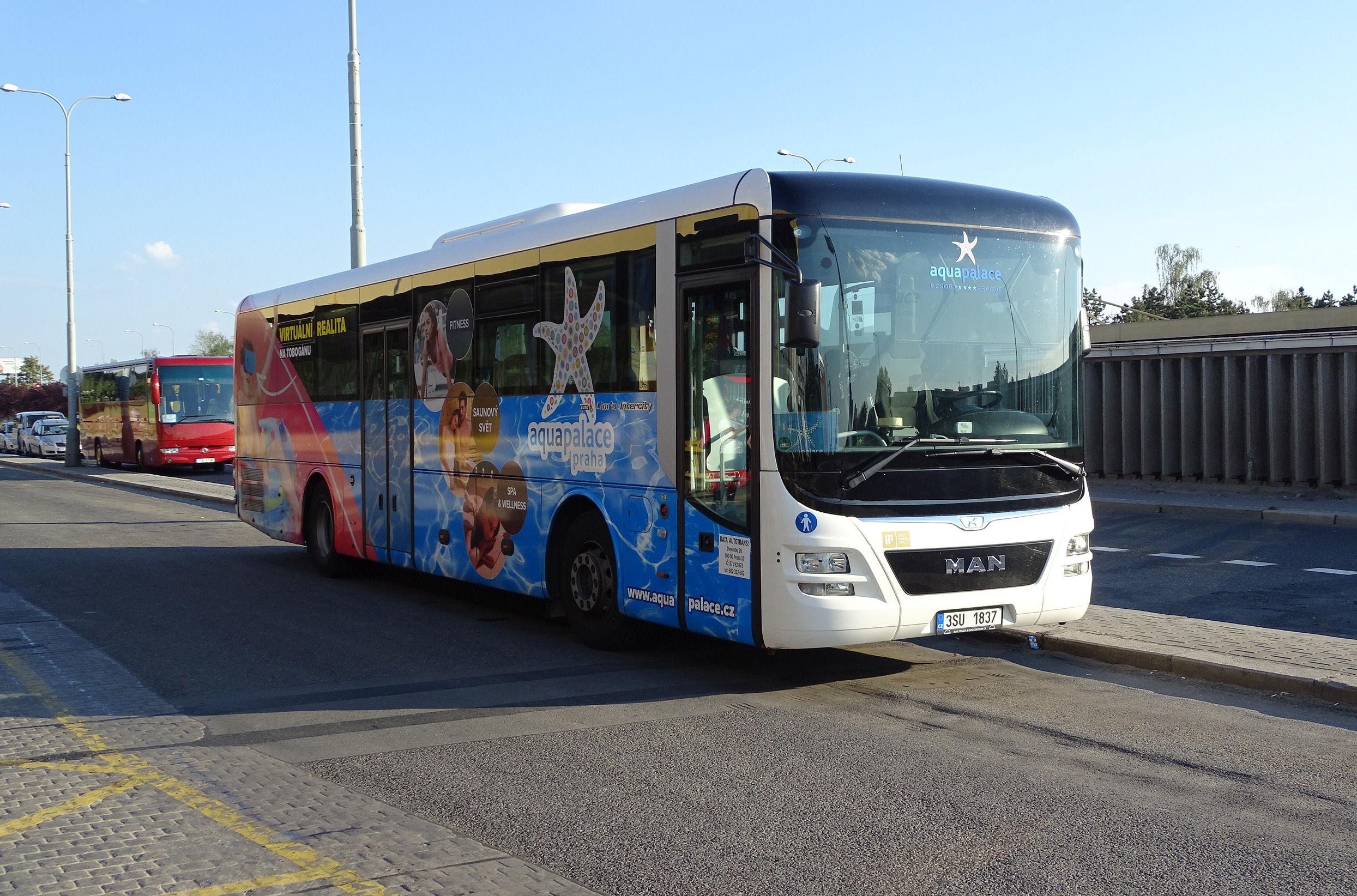
Aquabus Aquapalace